# Малий Ляховський острів
Мали́й Ля́ховський о́стрів (рос. Малый Ляховский остров, якут. Кыра Ляхов арыыта) — великий острів на межі двох морів Східно-Сибірського та моря Лаптєвих, є частиною Ляховських островів. Територіально відноситься до Республіки Саха, Росія.
Площа острова становить 1325 км². Висота острова сягає 33 м на півночі. Береги рівнинні, місцями високі та обривисті, місцями супроводжуються мілинами.
Протокою Етерікан відокремлюється від острова Великого Ляховського, протокою Санникова — від островів Анжу. Острів має овальну форму. Берегова смуга не порізана, виділяється лише декілька заток — мілка лагуна Уюргакі та бухта Толля на півдні, а також бухта Джюрюльге-Молога на сході.
На острові є декілька озер термокарстового походження — група Тинкір-Кюєле в центрі та Фігурне на північному сході. Острів вкритий густою сіткою річок та струмків. До найдовших відносяться: Кубалах-Юрях та Тинкір.
Відкритий в 1712 році Меркурієм Вагіним.